# Paul Hüttel

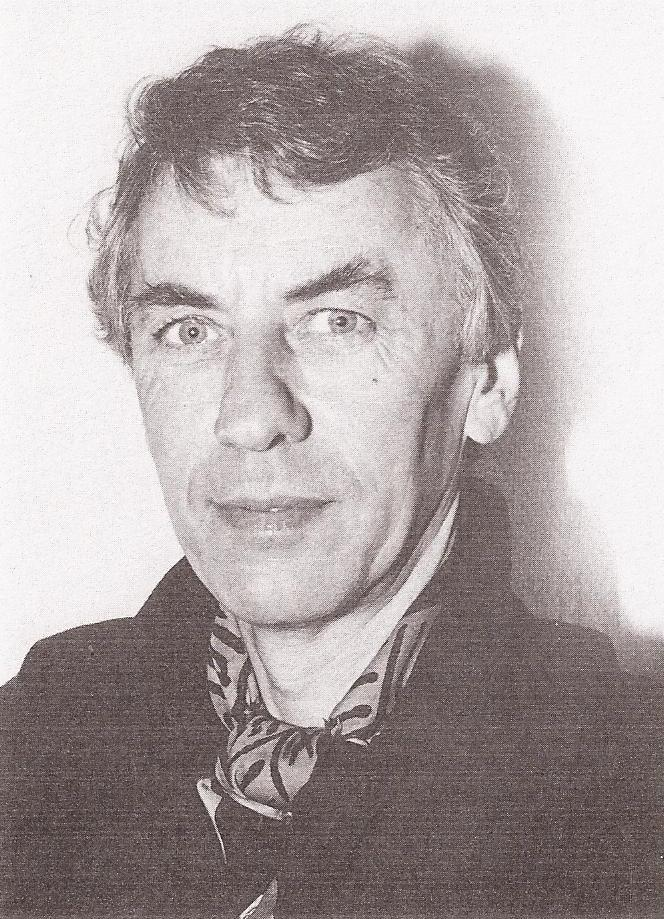
Paul Hüttel

Paul Hüttel (* 13. Juli 1935 in Hedensted, Dänemark) ist ein dänischer Schauspieler und Synchronsprecher.

## Leben
Hüttel absolvierte eine Schauspielausbildung von 1960 bis 1963 an der Odense Teaters elevskole. Danach war er drei Jahre am Odense Teater, wo Hüttel unter anderem die Hauptrolle in dem Musical West Side Story spielte.
Später war er als freiberuflicher Schauspieler tätig, wobei er in vielen Inszenierungen in unterschiedlichen Rollen und in verschiedenen Theaterhäusern von Kopenhagen auftrat. So spielte er im Fiolteatret und dem Gladsaxe Teater, wo er in dem Musical Hair die Hauptrolle spielte.
1971 war er am Det Kongelige Teater engagiert, wo er unterem durch seine Rollen in den Stücken Eventyr på Fodrejsen, Indenfor Murene und Den skjulte fryd bekannt wurde.
Ab 1990 ging Paul Hüttel mit dem Det Danske Teater auf Tournee, wo er am ABC Teatret, Østre Gasværk Teater, Grønnegårdsteatret, Aveny Teatret und Privatteatret auftrat.
Des Weiteren wirkte Hüttel in über 50 Filmen und Fernsehserien als Schauspieler mit und war Synchronsprecher für dänische Stimme bei mehreren Trick- und Animationsfilmen. Sein Filmdebüt hatte er 1960 in Gymnasiepigen in der Rolle als Børge. Im zweiten Film Die Olsenbande in der Klemme aus dem Jahr 1969 der dänischen Olsenbande-Reihe spielte er einen Bankräuber und im gleichen Jahr wirkte er in dem Spielfilm Geld zum zweiten Frühstück als Hr. Sorgenfrei mit. Weiterhin trat Hüttel in der Hauptrolle als Poul in dem Film Balladen om Carl-Henning auf, der zu den 19. Internationalen Filmfestspielen in Berlin für den Goldenen Bären nominiert wurde.
Größere Bekanntheit erreichte er im Fernsehen in der Rolle des deutschen Protagonisten Herbert Schmidt in der Serie Die Leute von Korsbaek. Vor allem bei jüngeren Zielgruppen wurde er damals bekannt für seine Rolle als Nisse Gyldengrød (in der ersten Weihnachtsserie noch unter dem Namen Guttenborg) in der Weihnachtsserie von Alletiders Jul von 1994 sowie auch in dessen Nachfolgern, wie 1995 in Alle Tiders Nisse, 1997 in Alletiders  Julemand  und 2000 in Pyrus i Alletiders Eventyr. Auch hatte er Auftritte ab 1994 noch in den Fortsetzungen zu Hospital der Geister als Dr. Steenbæk und 2007 in Kommissarin Lund als Peter dem Vater von Pernille.
Hüttel war in erster Ehe mit der Schauspielerin Else Benedikte Madsen und ist seit 1974 mit der Schauspielerkollegin Birthe Neumann verheiratet.

## Filmografie

### Film
- 1960: Gymnasiepigen
- 1962: Den rige enke
- 1969: Geld zum zweiten Frühstück (Tænk på et tal)
- 1969: Die Ballade von Carl-Henning (Balladen om Carl-Henning)
- 1969: Die Olsenbande in der Klemme (Olsen-banden på spanden)
- 1970: Sangen om den røde rubin
- 1970: Ska' vi lege skjul?
- 1970: Amour
- 1974: Nitten røde roser
- 1985: Når engle elsker – Kurt
- 1988: Emmas Schatten (Skyggen af Emma)
- 1988: Ved vejen
- 1988: Jydekompagniet
- 1989: En afgrund af frihed
- 1989: Jydekompagniet 3
- 1990: Laß die Eisbären tanzen (Lad isbjørnene danse)
- 1992: Krümel im Chaos (Krummerne 2 - Stakkels Krumme)
- 1994: Torben - Der Satansbraten (Vildbassen)
- 1996: Ondt blod
- 1996: Mørkeleg
- 1997: Go' aften Pyrus (Dokumentarfilm)
- 1999: Troldspejlet
- 2000: Juliane
- 2000: Pyrus på pletten
- 2008: Den magiske legetøjsbutik (Stimme als Meister Magorium)
- 2008: Anja og Viktor - i medgang og modgang
- 2012: Hvidsten gruppen
- 2012: Beloved Vera (Kurzfilm)
- 2012: Elskede Vera (Kurzfilm)
- 2012: Kufferten

### Fernsehserien
- 1979–1980: Die Leute von Korsbaek, (Folge 9–12 und 15–17)
- 1992: Gøngehøvdingen (Folge 3)
- 1994: Alletiders jul (Weihnachtsserie)
- 1994: Hospital der Geister I (Riget, Folgen 1 und 3–4)
- 1995: Landsbyen (Folgen 24–25)
- 1995: Alletiders nisse (Weihnachtsserie)
- 1997: Hospital der Geister II (Riget II, Folgen 1–4)
- 1997: Alletiders Julemand (Weihnachtsserie)
- 1997: Strisser på Samsø (Folge 7)
- 2000: Edderkoppen
- 2000: Hotellet
- 2000: Pyrus i alletiders eventyr (Weihnachtsserie)
- 2003–2004: Forsvar (Folgen 1, 5, 8 und 10)
- 2006: Krøniken (Folge 19)
- 2007: Kommissarin Lund – Das Verbrechen (Forbrydelsen, Folgen 4–6, 8 und 20)
- 2008: Lærkevej
- 2009: 2900 Happiness
- 2014: 1864 – Liebe und Verrat in Zeiten des Krieges (1864)

### Dänischer Synchronsprecher in Animations- und Trickfilmen
- 1989: Arielle, die Meerjungfrau (The Little Mermaid) als Onkel Grimsey
- 1994: Die Schwanenprinzessin (The Swan Princess) als Grev Gregers
- 1998: Das große Krabbeln (A Bug’s Life) als Hr. Muld
- 1999: Tarzan als Professor
- 2001: Chihiros Reise ins Zauberland als Kamajii
- 2003: Das Dschungelbuch 2 (The Jungle Book 2) als Kaa
- 2003: Atlantis – Die Rückkehr (Atlantis: Milo’s Return) als Sam McKeane
- 2004: Strings – Fäden des Schicksals (Strings) als Agra
- 2006: Ab durch die Hecke (Over the Hedge) als Ozzy
- 2008: Kung Fu Panda  als Hr. Ping, Po's Vater
- 2008: 'Star Wars: The Clone Wars als Palpatine